# 唐姆·迪馬喬
多米尼克·保羅·迪馬喬（英語：Dominic Paul DiMaggio，1917年2月12日—2009年5月8日），綽號「小教授」，為美國職棒大聯盟的中外野手。生涯11個賽季皆效力於波士頓紅襪。他的兩個哥哥文斯·迪馬喬和喬·迪馬喬都是大聯盟球員。他們三兄弟都是中外野手，其中唐姆是他們三人之中最年輕登上大聯盟的。

## 生平
迪馬喬是家中最小的小孩，他的兩個哥哥喬和文斯都是大聯盟球員。由於和他兩個哥哥相比，唐姆的身材較為嬌小，因此他又有一個綽號叫做「小教授」(The Little Professor)。
1939年，紅襪隊簽下他的合約。隔年他登上大聯盟，並在菜鳥球季繳出3成01的打擊率。他和球隊中另外兩位外野手泰德·威廉斯和Doc Kramer都有著單季3成以上的打擊率。1941年與1942年，迪馬喬都達成單季至少100次得分。1943年至1945年，他因為二戰而加入美國海軍服役。1946年，迪馬喬回歸棒球的第一年就打出生涯年。該年他的打擊率為3成16，他不僅在MVP中票選第9，球隊也打進睽違已久的世界大賽。可惜最後球隊3勝4敗輸球，迪馬喬在世界大賽的打擊率也只有2成59。當時迪馬喬在第七戰打回追平分，結果後來因傷退場。接替的外野手Leon Culberson守備能力又不如迪馬喬出色，最後紅雀隊的Harry Walker敲出關鍵安打，伊諾斯·史勞特跑回超前分，讓紅雀帶走最後的勝利。史勞特後來也提到，他認為如果迪馬喬還在場上守備的話，那麼他就不會跑回本壘得分。
1947年，迪馬喬的打擊率是菜鳥年以來最低的2成83。而他在隔年跑回聯盟第二多的127次得分，40支二壘安打、87分打點與101次保送都是生涯新高。而他單季503次刺殺也寫下了美聯紀錄，這項紀錄一直到1977年才被刷新。1949年，迪馬喬的打擊率為3成07，另有126次得分。同時他也創下隊史新高的連續34場比賽擊出安打的紀錄。
1950年，迪馬喬的打擊率3成28為生涯新高，另外他的得分、三壘安打與盜壘數都是美聯最高。6月30日面對洋基隊的比賽，迪馬喬兄弟都在同場比賽敲出全壘打。他們也成為聯盟第四對同場敲轟的兄弟檔。這年他僅以15次盜壘就拿下聯盟盜壘王，這也是大聯盟單季最低盜壘的紀錄。
1951年，迪馬喬又創下一次連續27場比賽敲出安打的紀錄。1953年，迪馬喬在該季出賽3場比賽後退休。他平均一場比賽會有2.98次守備機會，至今仍是美聯外野手紀錄。
迪馬喬與隊友泰德·威廉斯、鮑比·多爾、約翰尼·佩斯基的感情非常好，而且不僅是四人當隊友的七年時間，而是直到過世前一直都是非常親近的朋友。連著名作家大衛·哈伯斯坦都出書介紹他們四人之間融洽的友誼，紅襪球場的五號入口旁有一座他們四人的雕像，底座上刻的並不是他們之中任何人的名字，而是「隊友們」（Teammates），這座雕像的全名是「隊友們：友誼的象徵」（The Teammates: A Portrait of a Friendship），他們四人最後在1995年一起成為紅襪隊名人堂的第一批入選成員。而迪馬喬於1948年結婚，育有兩子一女。
哈伯斯坦除了出書介紹迪馬喬和他的隊友外，他也曾說到迪馬喬是當今棒球中最被低估的球員。

## 去世
2009年5月8日，迪馬喬因為肺炎於馬里昂去世，享耆壽92歲。

## 外部連結
- 球員資訊和成績在MLB ，ESPN，Retrosheet ，Baseball Reference ，Baseball Reference (Minors) ，Fangraphs ，The Baseball Cube （英文）
- 唐姆·迪馬喬在台灣棒球維基館上的頁面（繁體中文）